# 異雀二
天燕座ι，又名CP-69 2719，HD 156190、SAO 257491、HR 6411，是天燕座的一颗恒星，视星等为5.41，位于銀經322.28，銀緯-18.29，其B1900.0坐标为赤經17h 10m 56.5s，赤緯-70° -18.29′ 4″。